# Adi Said
Adi bin Said (Rimba, 15 ottobre 1990) è un calciatore bruneiano, attaccante del Kota Rangers e della nazionale bruneiana.

## Palmarès

### Club

#### Competizioni nazionali
- Singapore Premier League: 1

DPMM: 2015
- Coppa di Lega di Singapore: 2

DPMM: 2012, 2014